# Dana Vachtová
Dana Vachtová (16. ledna 1937 Praha – 9. dubna 2023) byla česká sochařka a sklářská výtvarnice.

## Život a dílo
Výtvarná řeč Dany Vachtové se v soše, skle nebo kresbě od samého počátku obrací k tématům přírodního dění, má však i existenciální rozměr. Její plastiky odkazují k hloubce lidských emocí, k mytickým archetypům, k přírodním živlům; mají v sobě živou spontánnost i jemnou sochařskou preciznost.

### Studium a raná tvorba
Mezi lety 1952 a 1956 studovala na Střední výtvarné škole v Praze u Karla Tondla a následně v letech 1956 až 1963 na Vysoké škole uměleckoprůmyslové v Praze v ateliéru skla u Josefa Kaplického, kde se tehdy sešla řada výrazných osobností.

Od počátku převládá v její tvorbě silný sochařský výraz uplatněný nejen ve skle, ale také v kovu a dřevě. Její rané studijní práce ve skle vynikají abstraktně malovanými dekory, vznikají ale už i drobné bronzové plastiky, jemně modelované protáhlé hlavy či expresivně rozervaná torza s existenciálním akcentem takřka klasického kánonu. Ke konci studia vytváří na základě tušových kreseb sérii skleněných talířů a váz se složitými leptanými vzory.

Dana Vachtová: Sevřený živel, 1981, fotografie: archiv autorky

Od druhé poloviny 60. let se soustředěně věnovala figurální plastice, realizované především v leštěném hliníku a bronzu. Tato figurativní torza, pojatá v abstrahovaných liniích, představují v její tvorbě první vnitřně sjednocený významový celek;  do zvoleného materiálu vnáší měkkou, takřka těkavou křivku ve splývavé draperii, odkazující k české barokní tradici.

### CyklusŽivly přírody
Dynamicky abstrahovanou formu a organickou tekutost pak přenesla i do následujícího rozsáhlého cyklu, který vznikal v průběhu 70. a 80. let 20. století. V cyklu Živly přírody vytvořila vnitřně dynamické, expandující foukané tvary hutního skla s hladkým, avšak výrazně modelovaným povrchem, konfrontované s přísnými kovovými rámy či podstavci. Vachtová zde dociluje pevnější formy, živé organičnosti, jakou umožňuje sklářská materie, zároveň ji konfrontuje s technickou racionalitou kovu – jako by chtěla narušit sebevědomý, minimalisticky strohý řád zarezlých hranolů a rámů.

Objekt s názvem Sevřený živel z roku 1981 působivě zobrazuje kontrast mezi dvěma protikladnými silami. Těžký železný hranol svírá shluk křehkých v huti tvarovaných skleněných pramenů. Ty však navzdory vlastní křehkosti disponují nespoutanou přírodní silou. Přísnost řádu a živelná energie zde tak docházejí k pomyslné rovnováze.

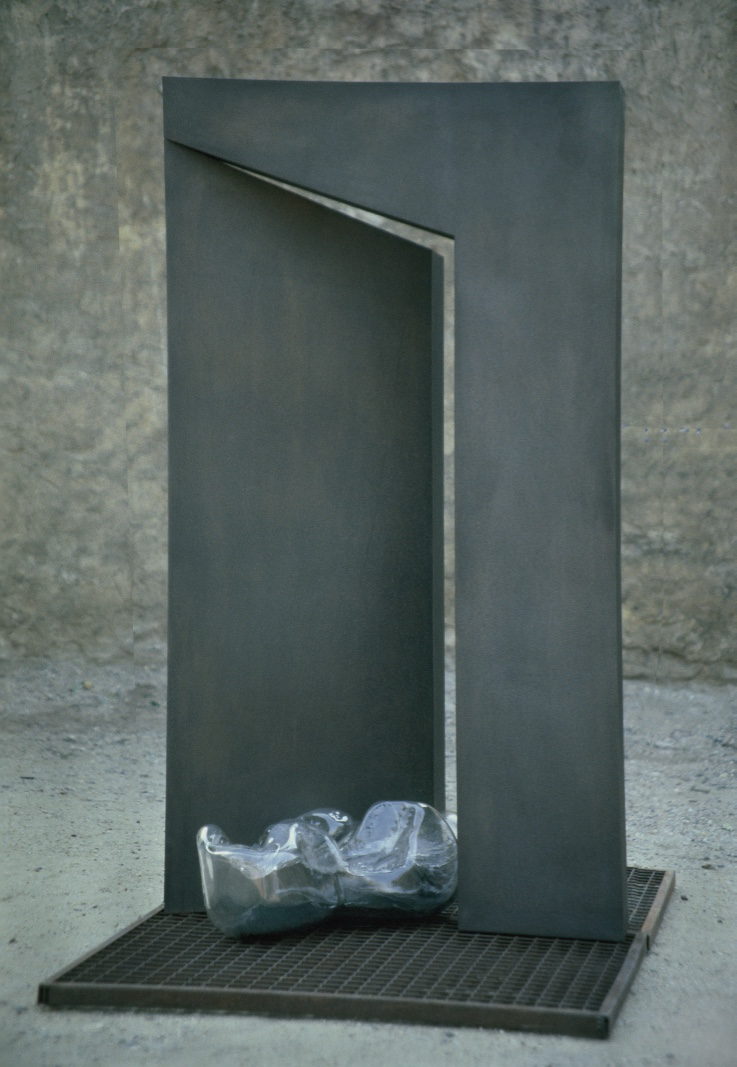
Dana Vachtová: Brána, 1982, fotografie: archiv autorky

Narušování jindy pravidelné a přesné formy je patrné také na jednom ze zásadních objektů s názvem Pražská dlažba z roku 1985, které vzniklo v rámci 2. ročníku Mezinárodního sklářského sympozia v Novém Boru. Temná plocha nesourodých kostek se v některých místech neznatelně propadá do neznámé, jen tušené hlubiny; jako by znejišťovala naše kroky, které vedou důvěrně známými místy, po cestách, jimiž procházíme i klopýtáme.

### CyklusZmizelé domovy
Na přelomu 80. a 90. let Vachtová opouští foukané hutní objekty a zaměřuje svou pozornost k tavené plastice. Vznikají menší tavené plastiky a dříve expresivní tvary nahrazuje detailní modelace materiálu; abstrahované hladké tvary foukané skloviny přecházejí v sochařsky pojednaný skleněný reliéf, syrově modelovaný do taveného skla. Cyklus Zmizelé domovy z tohoto období je inspirován opuštěnými domy a usedlostmi, s nimiž se sochařka setkávala při svých toulkách Šumavou a jež si také ve zkratce zaznamenávala. Původní fotografie se bohužel nedochovaly, jsou však přeneseny do procítěných, surreálně působících tavených plastik a objektů. Torza staveb propadlá destrukci, lhostejnosti a mizení ční jako mlčenliví pozůstalí po ztracených lidských osudech: jako připomínky naší konečnosti, a tím ale i zavázanosti vezdejšímu životu, lidskému pobytu na světě.

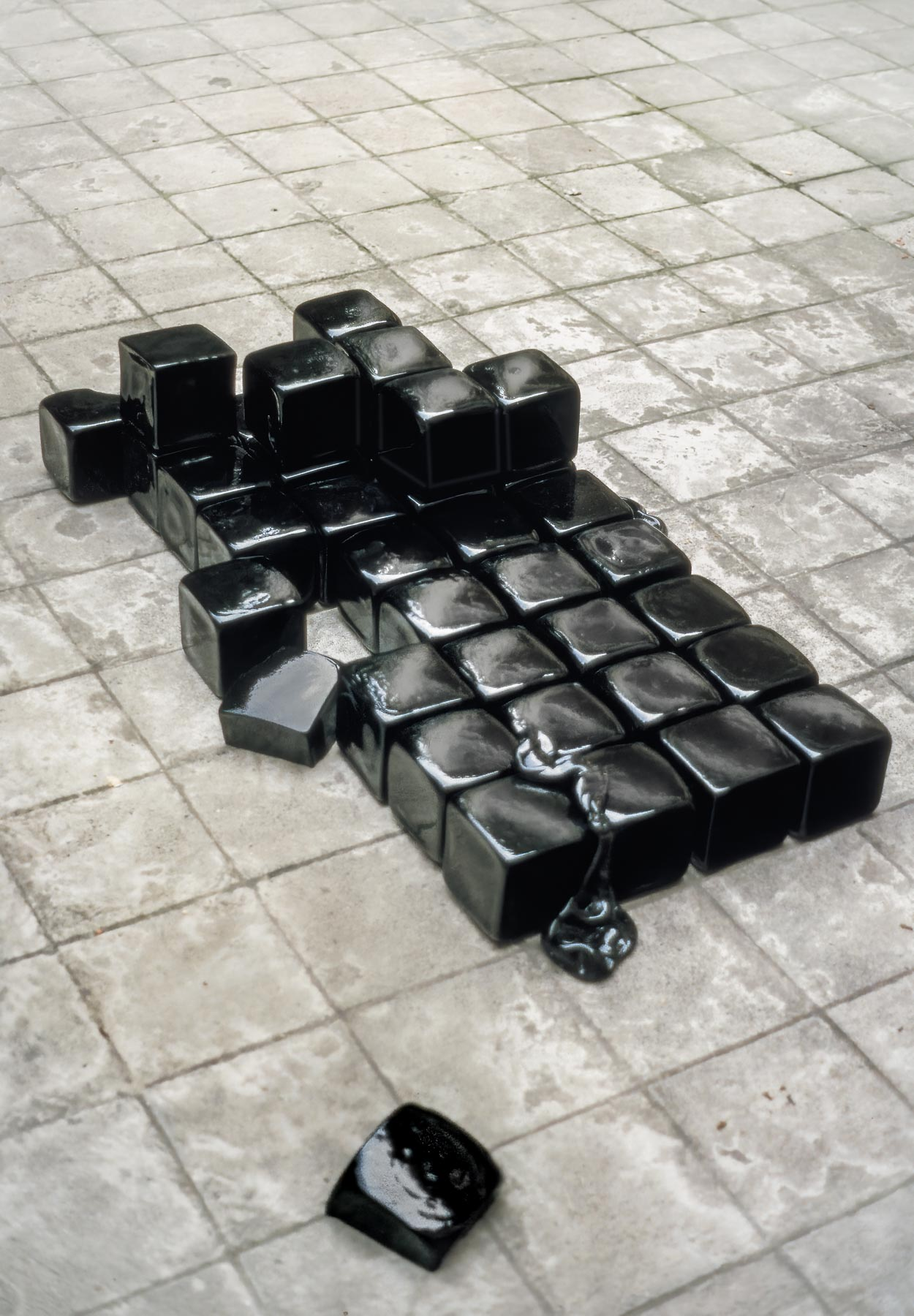
Dana Vachtová: Pražská dlažba, 1985, fotografie: archiv autorky

### CyklusZrození
Výrazně prožívané téma těchto reflexí následně dovedlo autorku až k poslednímu cyklu Zrození, v jehož rámci pracuje s mytickými krajinami a kosmologickým motivem vejce. Tématem vznikání a druhotně i zanikání se tu sochařské dílo dotýká počátku i konce, světa i člověka zároveň. Opakuje ideový model Františka Šmejkala, ustavený v eseji Kosmické vejce: vejce jako onto-kosmogonický symbol všech budoucích zrození i příštích konců. Dana Vachtová je vnímá jako zázrak, který vystupuje ve svém jednoznačném, „bio-archetypálním“ tvaru, ve spojení s živly přírody – obstoupeno mytologickými hornatými krajinami, překryto nehmotným závojem, v nezpochybnitelné danosti i v křehké vzácnosti okamžiku zrození.
Nedokončen tak zůstal cyklus starozákonních a novozákonních témat (Jákobův žebřík, Třetího dne vstal z mrtvých, stejně jako varianty odkazu na knihu Genesis, Prvního okamžiku - počátku).

### Ocenění
- 1977 Coburger Glaspreis 77, Ehrenpreis, Coburg
- 1992 Kristallnacht Competition, The American Interfaith Institute, Silver Award, Filadelfie

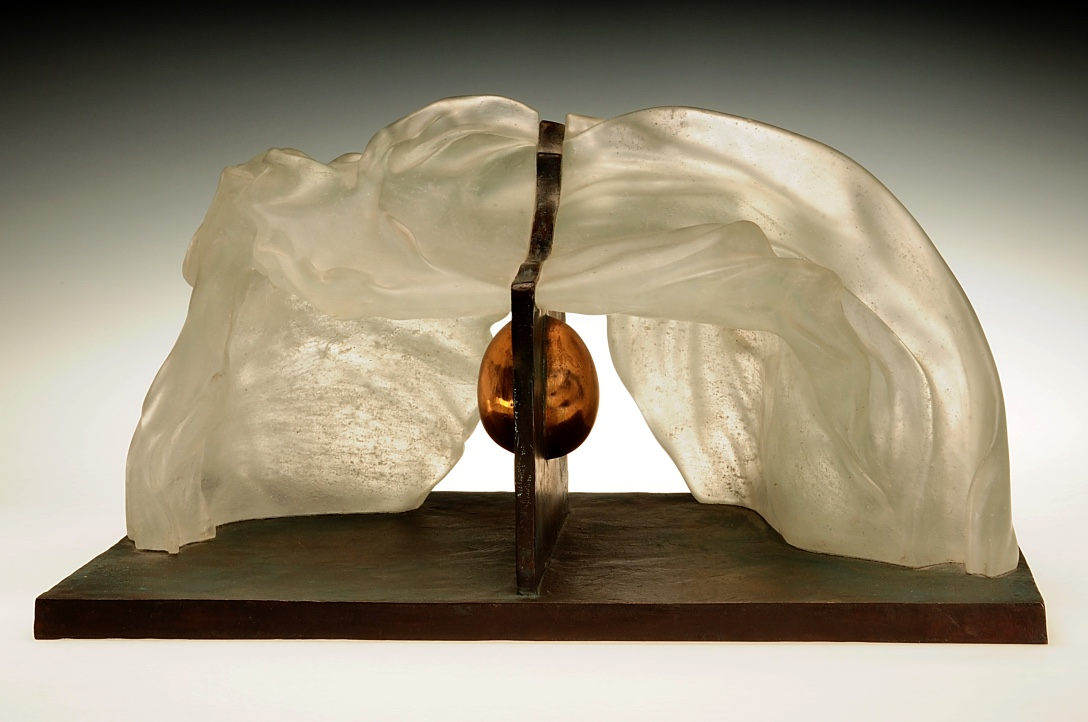
Dana Vachtová: Skrýš, 1998, fotografie: archiv autorky

### Zastoupení ve sbírkách
- Národní galerie Praha
- Uměleckoprůmyslové museum v Praze
- Moravská galerie v Brně[5]
- Severočeské muzeum v Liberci
- Východočeské muzeum v Pardubicích
- Muzeum skla a bižuterie v Jablonci nad Nisou
- Museum Kampa
- Corning Museum of Glass, New York[6]
- Museum Jan van der Togt, Amstelveen
- Royal Museums of Art and History, Brussels
- Kunstsammlungen der Veste, Coburg
- Galerie Rob van den Doel, Haag
- Musée des Art Decoratifs de la Ville, Lausanne
- Lannan Foundation, Palm Beach, FL
- Museum of Contemporary Art, Jerevan
- Die Regionalbibliothek Weiden, Weiden
- Steinberg Foundation, Vaduz
- Fortna - klášter bosých karmelitánů na Hradčanech, Praha

### Výstavy

#### Samostatné výstavy
- 1974 Galerie Lobmeyer, Vídeň
- 1974 Galerie Karolina, Praha
- 1977 Galerie Centrum, Praha
- 1980 Chebské muzeum, Cheb
- 1980 Divadlo v Nerudovce, Praha
- 1983 Galerie Rob van den Doel, Haag
- 1984 Galerie Fronta, Praha
- 1991 Heller Gallery, New York
- 1993 Galerie U prstenu, Praha
- 1994 Eliška Stölting Glasgalerie, Hittfeld, Hamburg
- 1995 Dům U Jonáše, Pardubice
- 1996 Moderne Glaskunst, Neue Rathaus, Weiden
- 1998 Skleněné plastiky, IPB, a.s., Praha
- 2004 Ztracené a nalezené, Galerie Gambit, Praha
- 2012 Galerie Pokorná, Praha
- 2017 Galerie Zlatá Husa, Praha

#### Společné výstavy (výběr)
- 1969 Výstava mladých, Mánes, Praha
- 1970 Současné české sklo, Mánes, Praha
- 1970 Expo 70, Osaka
- 1972 Exempla, München
- 1973 Sklo, Nová síň, Praha
- 1973 Metamorfózy skla, Moravská galerie, Brno
- 1973 Böhmisches Glas der Gegenwart, Museum für Kunst und Gewerbe, Hamburg
- 1976 Modernes Glas aus Amerika, Europa und Japan, Museum für Kunsthandwerk, Frankfurt
- 1977 Coburger Glaspreis 77, Coburg
- 1980 Visual Art '80, La Biennale di Venezia, Benátky
- 1981 9 žen, Dům kultury, Mělník
- 1981 Czechoslovakian Glass 1350‑1980, The Corning Museum of Glass, New York
- 1981 Glaskunst 81, Orangerie, Kassel
- 1982 Prostor I., Musaion, Praha
- 1983 300 let českého skla, Hokkaido Museum of Modern Art, Sapporo
- 1983 Prostor II., Veletržní palác, Praha
- 1984 Glass 84 in Japan, Odakyu Grand Gallery, Tokyo
- 1986 Prostor III.,Všemina
- 1987 Expressions en verre, Musée des arts décoratifs de la Ville, Lausanne
- 1987 Skleněná plastika, Vojanovy sady, GHM, Praha
- 1989 Verres de Boheme, Musée des Arts Décoratifs, Paris
- 1990 International Exhibition of Glass, Kanazawa '90, Kanazawa
- 1990 ART Hamburg Internationale Kunstmesse, Messegelände, Hamburg
- 1991 Configura, Kunst in Europa, Erfurt 91, Erfurt
- 1991 New Czech Sculpture, Heller Gallery, New York
- 1993 Výstava současného českého sochařství, Mánes, Praha
- 1996 Venezia Aperto Vetro, Palazzo Ducale, Museo Correr, Benátky
- 1996 Slyšme hlas (Socha v myšlenkách Starého a Nového zákona), Klášter premonstrátů, Praha
- 2003 Krajina domova třetího tisíciletí, S.V.U. Mánes, Galerie kritiků – Palác Adria, Praha
- 2005 Design in an Age of Adversity, Czech Glass 1945–1980, Museum Kunstpalast, Düsseldorf
- 2005 Opojná plasticita a ztělesnění duchovního světa (Figura v českém sochařství 20. století), Mánes, Praha